# Jacques Cazotte
Pour les articles homonymes, voir Cazotte (homonymie).
Ne doit pas être confondu avec Jacques Chabot ou Jacques Chazot.
Jacques Cazotte, né le 7 octobre 1719 à Dijon et mort guillotiné le 25 septembre 1792 à Paris sur la place du Carrousel, est conseiller du roi en ses conseils, commissaire général de la marine (1760), membre de l'Académie des Sciences et Belles-Lettres de Dijon (1763), maire de Pierry (1790), littérateur français, propriétaire du château de la Marquetterie de 1760 à 1789.

## Biographie

### Naissance
Jacques Cazotte, né à Dijon au 9, rue du Four (devenue rue Claude-Cazotte, un de ses parents) le 7 octobre 1719 et baptisé en l'église Saint-Étienne le 8 octobre 1719, est le fils de Bernard Cazotte conseiller du roi, notaire à Dijon et commis-greffier aux états de Bourgogne et de Marie Taupin.

### Études et carrière
Il fait ses études au collège des jésuites des Godrans de Dijon, sur les mêmes bancs fréquentés quelques années auparavant par le musicien Jean-Philippe Rameau.
Les études terminées, il s’installe à Paris, où il publie ses premiers ouvrages, La Patte de chat en 1741 et Les Mille et une fadaises en 1742. Il est employé dans l'administration de la marine et envoyé en 1747 à la Martinique comme contrôleur des Iles-Sous-le-Vent.
De retour en métropole, il se retire ensuite à Pierry, petite ville champenoise, située près d'Épernay, pour se consacrer à ses goûts littéraires. Le véritable début de Cazotte, dans ce domaine, fut un poème en douze chants et en prose, mêlée de vers, dénommé Olivier et publié en 1765
En 1763, il publie L'Aventure du pèlerin, un court apologue dénonçant l'hypocrisie de la cour, puis en 1772 Le Diable amoureux, qui lui vaut d’être considéré comme l’un des pionniers de la littérature fantastique française. En rédigeant Voltairiade en 1783, il critique la philosophie des Lumières. Il publie encore la Guerre de l'opéra et le Lord impromptu, entre autres ouvrages.

### Famille

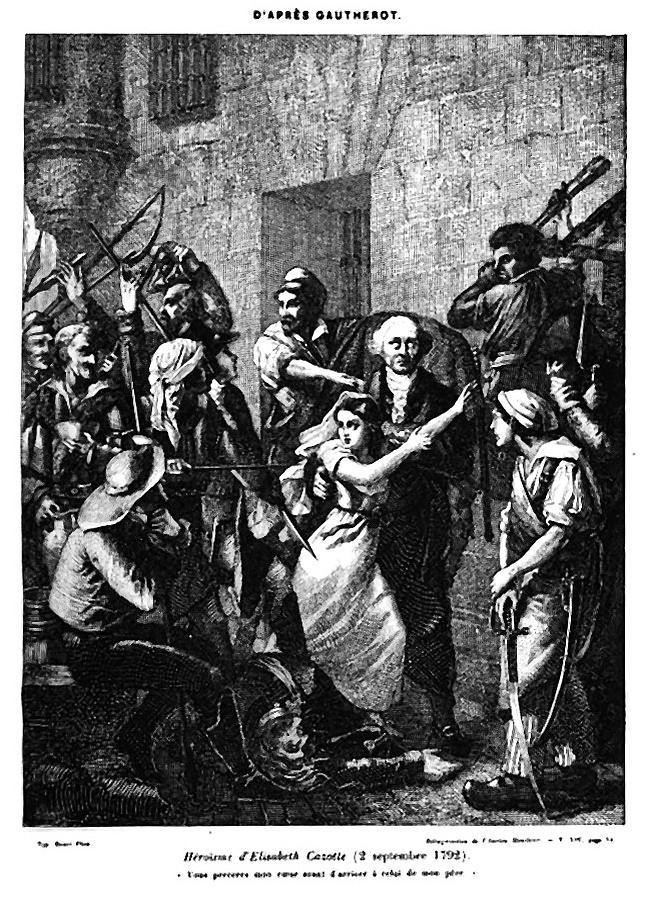
Cazotte défendu par sa fille (Les Prisons de Paris, M. Alhoy & L. Lurine)

Il se marie le 9 juillet 1761 avec Élisabeth Roignan, fille de Simon Roignan, conseiller du roi et lieutenant en la juridiction de Port-Royal de la Martinique, et de Catherine-Elisabeth Aubin de Blanché.
Jacques Cazotte et Élisabeth Roignan ont donné naissance à trois enfants : deux fils, Jacques-Scévole et Henri, et une fille, Élisabeth.

### Fin de vie
À la fin de sa vie, il entre dans l'ordre des Martinistes et se fait remarquer par sa piété exaltée. Il prend parti contre la Révolution française, qu'il voit comme une gigantesque incarnation de Satan et considère la lutte des royalistes contre les révolutionnaires comme l'exemple de la lutte du bien contre le mal.

Il est arrêté le 10 août 1792 et faillit être égorgé lors des journées de Septembre, lorsque sa fille Elisabeth, qui était enfermée avec lui dans la prison de l'Abbaye, le sauva en le couvrant de son corps. Cazotte sortit alors de prison, mais, repris quelques jours après, il périt sur l'échafaud le 25 septembre 1792 vers 19 heures à Paris Place du Carrousel. Ses derniers mots furent : 
«  Je meurs comme j'ai vécu, fidèle à mon Dieu et à mon Roi.  »

### Fonctions électives
Au début de la Révolution française, il était maire de la commune de Pierry, située dans la Marne (Arrondissement d'Épernay).

## Cazotte, prédicateur ou prophète?
Cazotte, auteur autant exalté qu'inspiré, possède une vision personnelle de l'histoire qu'il considère comme une succession de scènes et de figures à interpréter dans les sens d'une lutte de l'homme contre l’œuvre du Diable, et plus généralement du bien contre le mal.
La prédiction de Cazotte
L'écrivain et critique français d'origine suisse, Jean-François de La Harpe, rapporte dans un de ses ouvrages dénommé Prédiction de Cazotte, écrit en 1788 (mais édité en 1816), l'intégralité d'une étrange prophétie faite par Jacques Cazotte, un an avant la Révolution française et qui décrit pour chaque personnage présent dans un salon où ils devisent, ce qu'il va advenir de lui durant la future révolution. Ces propos furent tenus en présence du mathématicien Nicolas de Condorcet, du poète et moraliste Sébastien-Roch Nicolas de Chamfort et de la salonnière Béatrix de Choiseul-Stainville, duchesse de Grammont, auxquels il prédit une mort violente liée à la terreur révolutionnaire.
Le rapporteur des propos, Jean-François de La Harpe, le médecin et naturaliste Félix Vicq d'Azyr (auquel il prédit sa maladie) et le futur défenseur de Louis XVI, le magistrat Malesherbes étaient également présents.
Démystification
Le texte ayant été écrit presque vingt ans après les propos et relaté par les écrits posthumes d'une tierce personne (La Harpe est mort en 1803) peut être interprété comme une mystification ou une supercherie à vocation propagandiste pour défendre la cause royaliste et dénoncer les méfaits de la Révolution française. Cette évocation sera reprise par de nombreux auteurs, bien après la publication de cette prédiction, avec très souvent des versions assez différentes de l'original.
Le biographe Adrien-Jean-Quentin Beuchot révéla la supercherie dans le Journal de la librairie, en évoquant une manipulation probable du bibliophile Antoine-Marie-Henri Boulard, exécuteur testamentaire de La Harpe.

Les personnages liés à la prédiction de Cazotte
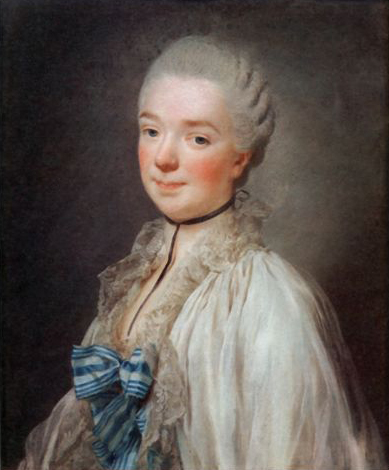
La duchesse de Grammont
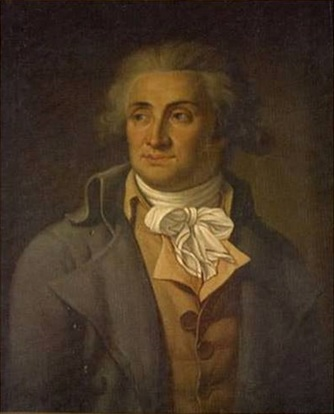
Marquis de Condorcet
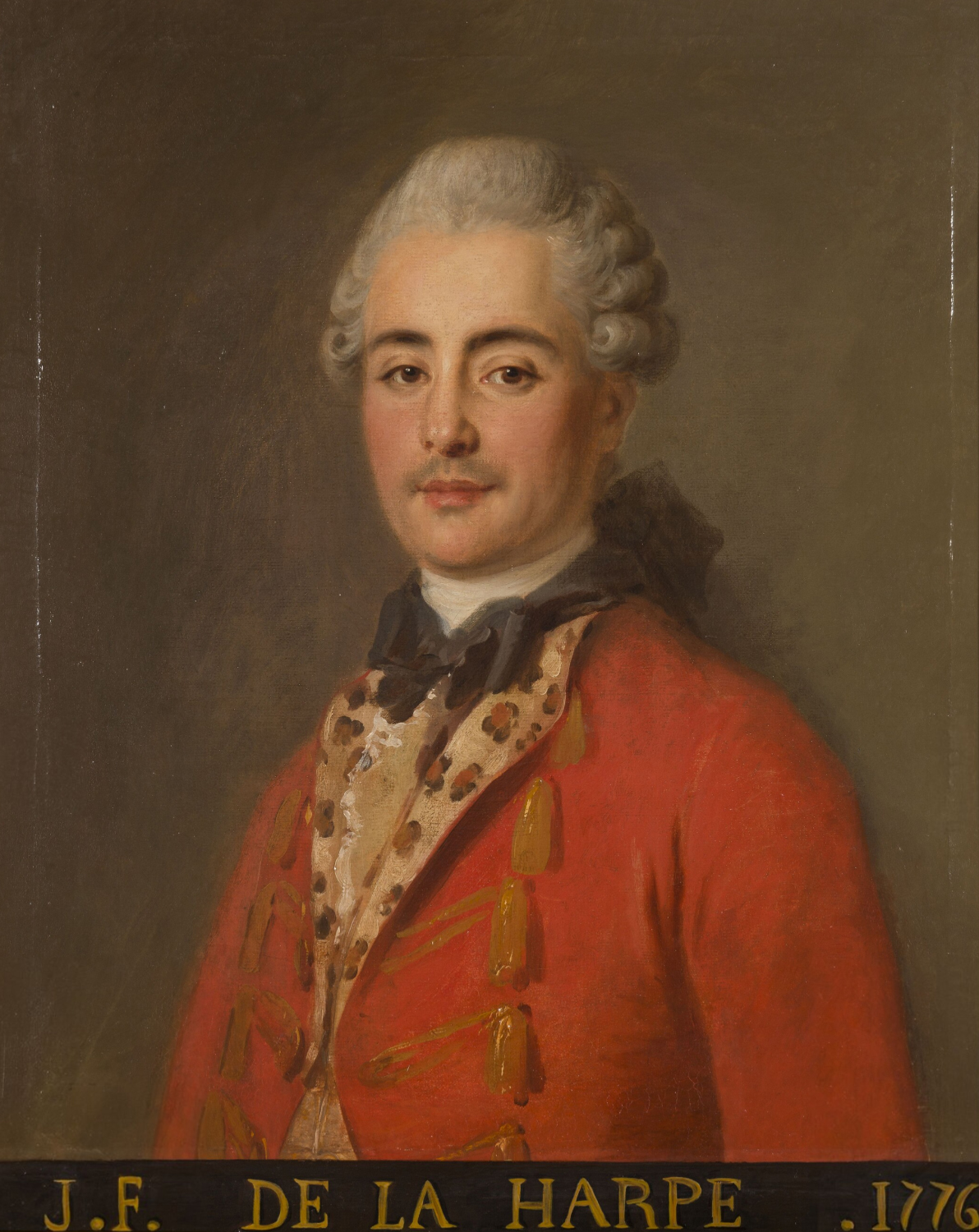
Jean-François de La Harpe
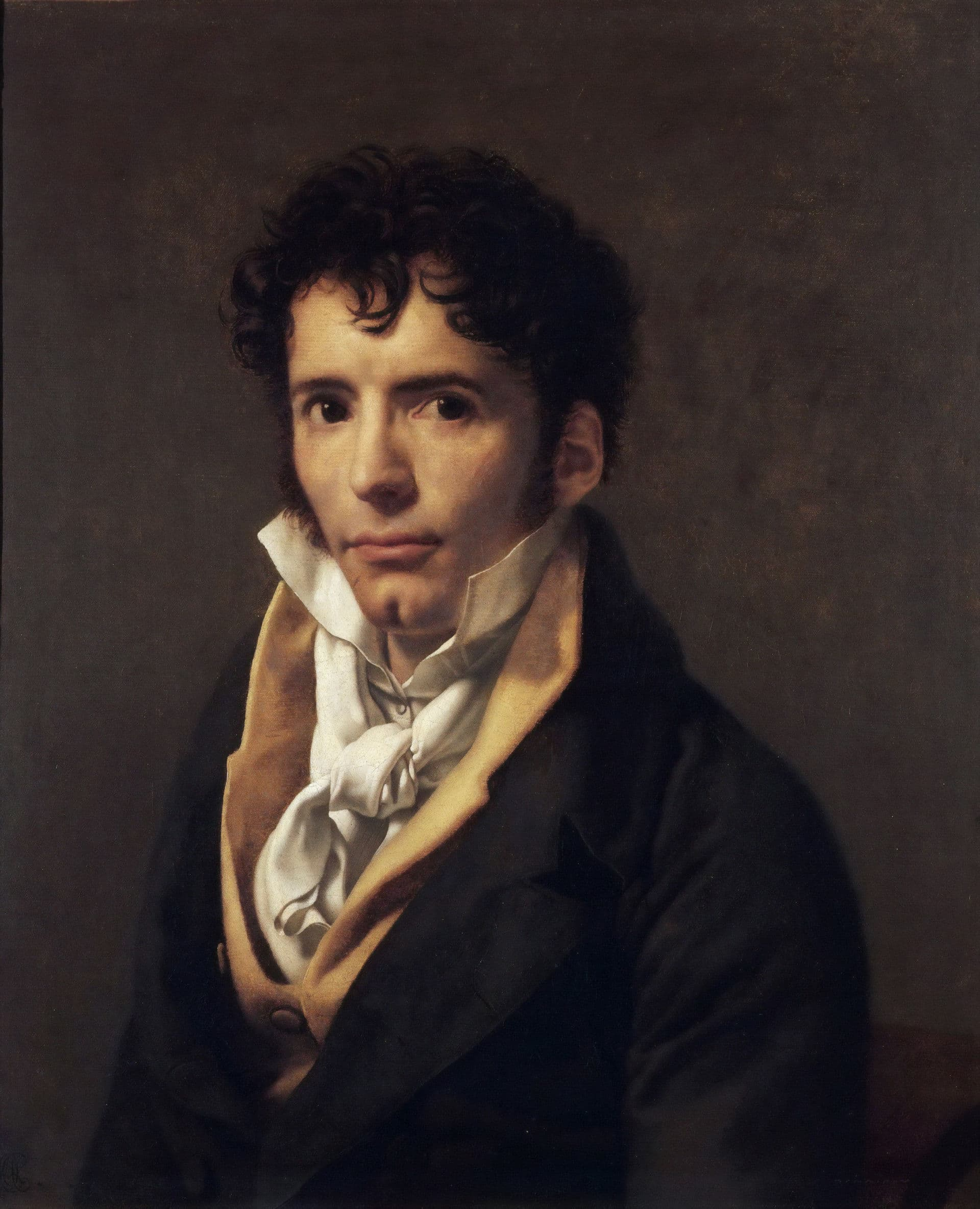
Nicolas de Chamfort
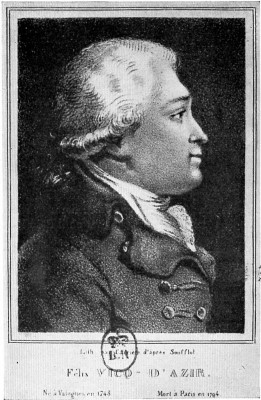
Félix Vicq d'Azyr
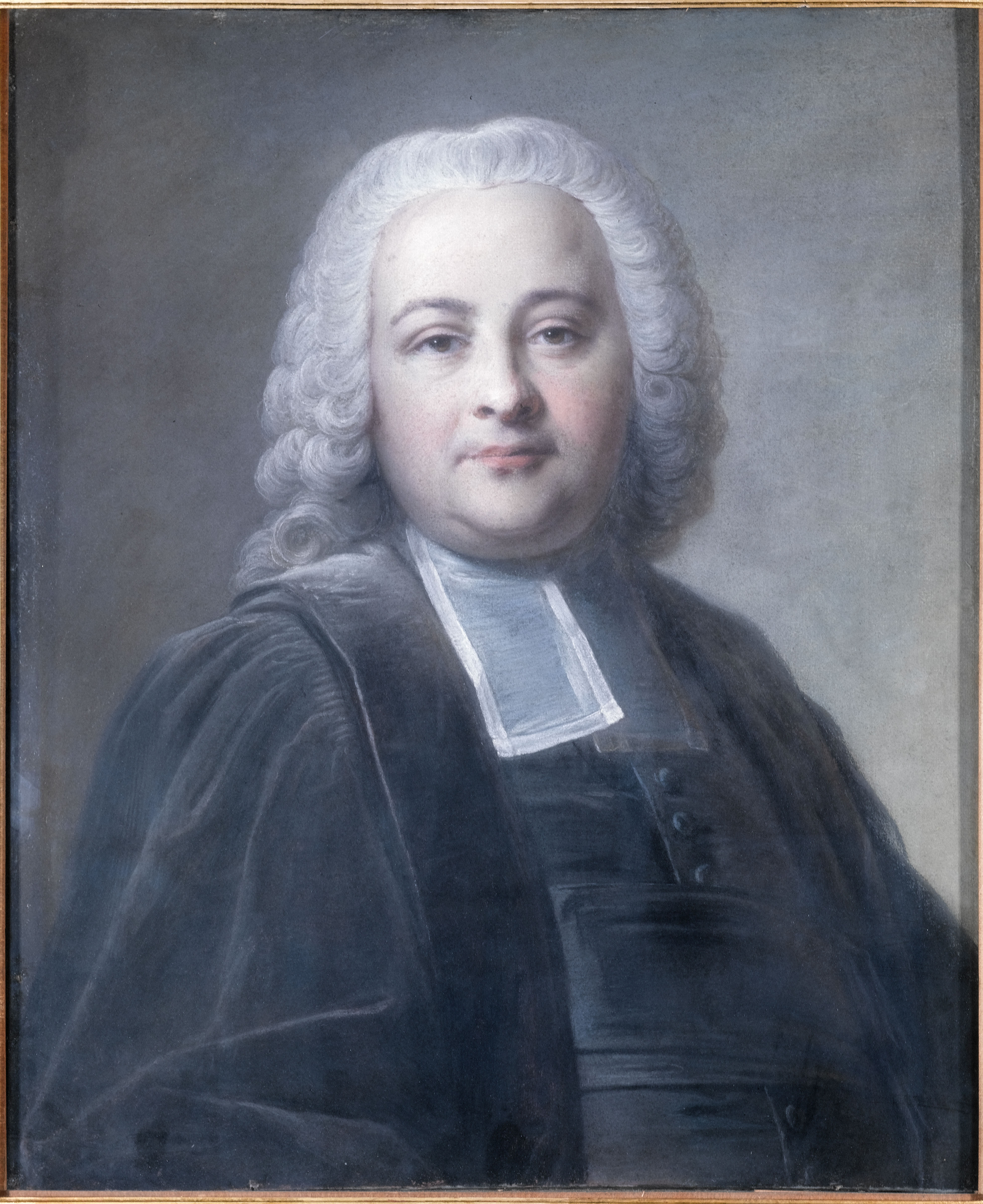
Malesherbes

## Œuvres
- Projet Gutenberg
- Le Diable amoureux
- L'Honneur perdu et recouvré
- Rachel ou la Belle Juive
- Aventure du pèlerin
- Les Sabots
- Rédaction de la traduction des Mille et une Nuits[9]